# Синебрюхов, Николай Петрович
Николай Петрович Синебрюхов (швед. Nikolaj, фин. Nikolai Sinebrychoff, Николай Синебрюкофф (1788, Гаврилов Посад, Владимирское наместничество — 11 января 1848, Тверь) — русский купец, коммерции советник, основатель и владелец финской пивной корпорации Sinebrychoff.

## Биография
Родился в 1788 году в Гавриловой слободе во Владимирской губернии в семье купца второй гильдии Петра Васильевича Синебрюхова. После кончины отца и получения отцовского капитала был записан в купцы 3-й гильдии Гавриловского посада и вместе с братьями переехал в Великое княжество Финлядское.
13 октября 1819 года в Гельсингфорсе основал пивоварню Sinebrychoff, а в 1834 году вместе с братом Павлом переписались в гельсинфорсское купечество из Гавриловского посада.
В 1835 году в Гельсингфорсе устроил парк (ныне носящий его имя), а в 1842 году закончил строительство особняка в стиле ампир на Булеварди, 40. В здании располагались как жилые помещения, так и контора пивоваренной компании. Ввиду отсутствия прямых наследников, особняк и пивоваренная компания перешли в ведение младшего брата Павла Синебрюхова, а в 1921 году особняк с коллекцией живописи по завещанию был обращён в Художественный музей Синебрюхова.
Скончался 11 января 1848 года от пневмонии во время командировки в Тверь. Похоронен на православном кладбище в районе Лапинлахти.

## Семья
- Отец — Синебрюхов, Пётр Иванович (1750—1805), русский купец 2-й гильдии из Гавриловой слободы
- Брат — Синебрюхов, Павел Петрович (1799—1883), русский пивопромышленник, второй владетель корпорации Sinebrychoff
- Племянник — Синебрюхов, Павел Павлович (1859—1917), русский пивопромышленник, коллекционер, основатель музея Синебрюхова
- Брат — Синебрюхов Иван Петрович (1787—1871) потомственный почетный гражданин, купец 1-й гильдии, коммерции советник, кавалер, единоличный подрядчик, в паре с А. Л. Торлецким, на строительстве Николаевской железной дороги (северного её участка)